# Vrak Museum
Le Vrak Museum ou Musée des Épaves (suédois : Vrak – Museum of Wrecks) est un musée d'archéologie sous-marine situé à Stockholm, en Suède. Il a ouvert ses portes en 2021 et est situé sur l'île de Djurgården à proximité du Musée Vasa.
En raison des conditions naturelles particulières de la mer Baltique et de l'histoire tourmentée de la ligue hanséatique, il existe plus d'une centaine d'épaves et d'autres vestiges de différentes époques, très bien conservés au fond de cette mer peu profonde. La combinaison unique d'eau saumâtre, de froid, d'obscurité et de faibles niveaux d'oxygène dans la mer Baltique permet de conserver différents matériaux, comme le bois, en très bon état. Ces dernières années, les développements technologiques et la recherche archéologique moderne ont contribué à une augmentation significative des connaissances sur ce patrimoine culturel. 
Le musée des Epaves transmet des connaissances sur ces découvertes à travers la présentation d'objets rares en réel et par la technologie numérique. Les épaves restées au fond de la mer sont présentées virtuellement, en 3D, casques de réalité virtuelle, en hologramme. Le musée organise des visites guidées et présente régulièrement de nouveaux résultats de recherche. De cette manière, il laisse les épaves dans leurs milieux d'origine et maintenir au mieux leur conservation, en évitant de les abîmer et sans avoir les problèmes que le Vasa connait.
Une salle est consacrée au naufrage de l'Estonia en 1994, qui fit 872 morts dans laquelle on peut écouter les appels au secours du commandant de bord du ferry.
Une autre est consacrée à une épave mythique : le Resande Man, dit "Le voyageur". « L’archéologue Patrick Hägglund raconte l’histoire: "Le navire est parti en mission diplomatique pour la Pologne en novembre 1860, mais une tempête est arrivée. La nuit est tombée, le bateau a heurté des hauts-fonds et au matin, il a commencé à couler. À bord, il y avait donc cette mission diplomatique avec le dirigeant du conseil suédois, des nobles, et – nous supposons – de riches présents pour la cour de Pologne. L’un des survivants, Andreas Bjugg, a laissé un récit complet de ce naufrage, connu dans toute l’Europe et devenu mythe. Le site du naufrage a pourtant été oublié. C’est en 2012 qu’un groupe de plongeurs découvre l’épave, à 50 mètres de profondeur, au sud de l’archipel de Stockholm." »
Le musée Vrak est représentatif d’une nouvelle façon de concevoir la gestion du patrimoine historique, conforme aux nouvelles règles de la muséographie, privilégiant la conservation des objets, quitte à les laisser dans leur environnement d’origine.